# Adam Peaty
Adam Peaty, född 28 december 1994 i Uttoxeter, Storbritannien, är en brittisk simmare som tävlar för London Roar. Han satte världsrekord på 100m bröstsim på tiden 56.88 vid Gwangju 2019 på långbana vm.

## Karriär
Vid de olympiska simtävlingarna 2016 tog han en guldmedalj på 100 meter bröstsim samt en silvermedalj på 4×100 meter medley tillsammans med Chris Walker-Hebborn, James Guy och Duncan Scott.
Vid världsmästerskapen 2015 tog Peaty guldmedaljer på 50 och 100 meter bröstsim, en bedrift han upprepade vid världsmästerskapen 2017 där han även tog ett silver i stafetten på 100 meter medley.
Vid Europamästerskapen i simsport 2021 tog Peaty guld på 50 meter bröstsim och 100 meter bröstsim. Han tog även guld på 4×100 meter medley och 4×100 meter mixed medley och avslutade tävlingen med totalt fyra guld. Vid olympiska sommarspelen 2020 i Tokyo tog Peaty guld på 100 meter bröstsim. Han var även med och tog guld samt satte ett nytt världsrekord med tiden 3.37,58 på 4×100 meter mixed medley tillsammans med Kathleen Dawson, James Guy och Anna Hopkin. Slutligen var Peaty med och tog silver på 4×100 meter medley.
I december 2022 vid kortbane-VM i Melbourne tog Peaty brons på 100 meter bröstsim.
I februari 2024 vid VM i Doha tog Peaty brons på 100 meter bröstsim samt var en del av Storbritanniens kapplag som tog brons på 4×100 meter mixed medley.